# ليف آرنه بريكي
ليف آرنه بريكي هو لاعب كرة قدم نرويجي، ولد في 12 مارس 1977. شارك مع منتخب سامي لكرة القدم. أما مع النوادي، فقد لعب مع ترومسو إيدريتسلاغ.